# Windsor, Berkshire
Windsor (pronunțat /ˈwɪnzə/, /ˈwɪndzə/) este un oraș în comitatul Berkshire, regiunea South East, Anglia. Orașul se află în districtul unitar Windsor and Maidenhead și s-a dezvoltat în jurul Castelului Windsor. 

## Personalități născute aici
- Ben Chaplin (n. 1969), actor.